# Storia della Sardegna fenicio-punica
La Storia della Sardegna fenicia e cartaginese tratta due diversi periodi storici compresi tra il IX secolo a.C. e il III secolo a.C. riguardanti il pacifico arrivo nell'Isola dei primi mercanti fenici e del loro integrarsi nella Civiltà nuragica apportandovi nuove conoscenze e tecnologie, e della successiva presenza cartaginese mirante allo sfruttamento delle risorse minerarie e al controllo delle fertili pianure dei campidani.

## Storia

### Premessa

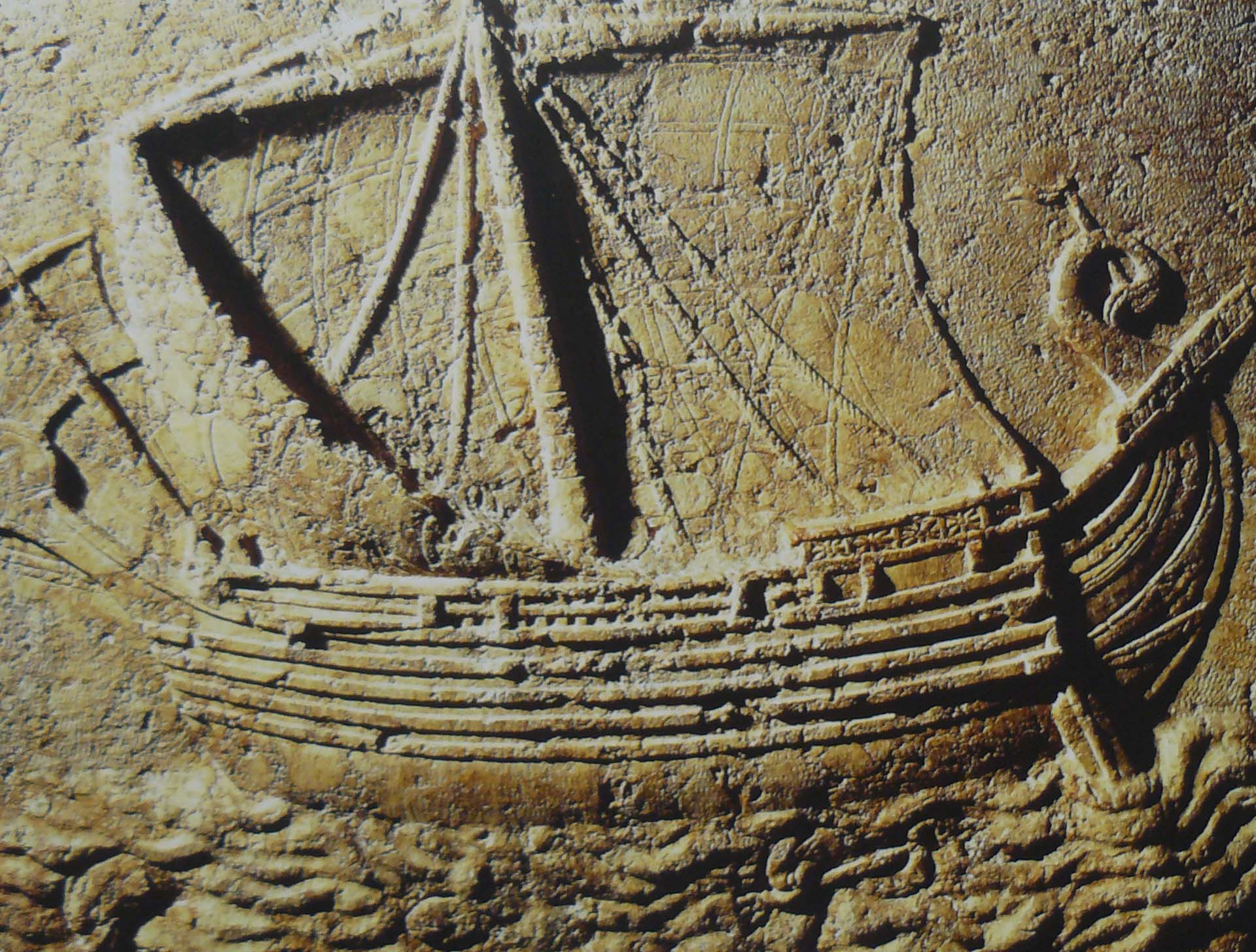
Nave fenicia

Fin dalla metà del III millennio a.C., la striscia costiera che a Nord della Palestina si affaccia al Mediterraneo, e che ad Est i monti del Libano separano dall'entroterra, fu abitata da una popolazione semita chiamata dai Greci con il nome di Fenici. Dall'inizio del II millennio a.C. fino alla fine dell'età del bronzo furono tributari dei faraoni egizi; dal 1200 a.C. l'arrivo dei Popoli del Mare e le loro invasioni lungo le coste anatoliche e siro-palestinesi sconvolsero l'impero Ittita e crearono gravi difficoltà ai faraoni d'Egitto, costringendoli ad arretrare verso il delta del Nilo. Alcuni gruppi di invasori occuparono le coste palestinesi, è il caso dei Filistei, insieme agli Eqwesh, Teresh, Lukka, Shekelesh, Sherden (questi ultimi da alcuni ricercatori identificati con i Sardi nuragici). Le invasioni travolsero le antiche civiltà che si affacciavano sul Mediterraneo; quelle che resistettero, come riuscì a fare l'Egitto, ne uscirono indebolite. Fu l'inizio di un medioevo di lunga durata. A riprendere le rotte marittime sembra siano stati proprio i Fenici, che si fecero conoscere come esperti e valorosi marinai, i primi ad affrontare la navigazione notturna in mare aperto orientandosi per mezzo delle stelle. Ebbe così inizio un periodo d'oro. Fino all'anno 1000 a.C. la città più potente fu Sidone, poi il primato passò a Tiro. Altre importanti città furono Biblo, Arwad, Beirut, Acco. Abili naviganti ed altrettanto abili nei commerci, i mercanti fenici percorrevano il mar Mediterraneo in lungo e in largo, principalmente per vendere o barattare i prodotti del loro fiorente artigianato, quali gioielli e ceramiche, ma soprattutto le pregiate stoffe di lino e di lana, colorate con la porpora (phoinix) di cui avevano il monopolio e che ottenevano da un particolare tipo di conchiglia marina chiamata murice. Dalla metà del IX secolo a.C., la politica espansionistica dei sovrani assiri e la loro incessante pressione sulle coste libanesi, creò seri problemi alle fiorenti città stato e ben presto i Fenici furono spinti alla fuga.

### Prime presenze fenicie in Sardegna

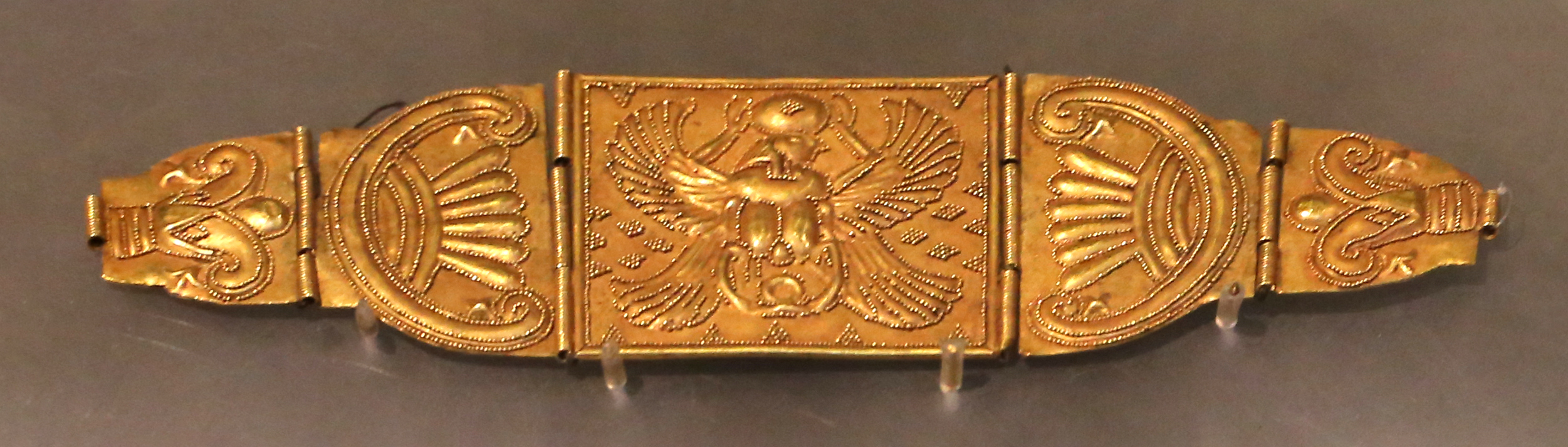
Bracciale in oro da Tharros

Nel corso dei secoli IX e VIII a.C. si hanno notizie della loro presenza lungo le coste della Sardegna. Secondo le più recenti ricerche, i villaggi nuragici costieri situati nelle rade del meridione e a occidente dell'Isola furono i primi punti di contatto tra i commercianti fenici e gli antichi Sardi. Questi approdi costituivano dei piccoli mercati dove venivano scambiate le più svariate mercanzie. Con il costante prosperare dei commerci, i villaggi si ingrandirono sempre di più, accogliendo stabilmente al loro interno l'esodo delle famiglie fenicie in fuga dal Libano. In questa lontana terra esse seguitarono a praticare il loro stile di vita, i loro propri usi, le proprie tradizioni e i loro culti di origine, apportando in Sardegna nuove tecnologie e conoscenze. Tramite matrimoni misti ed in un proficuo e continuo scambio culturale, i due popoli coabitarono pacificamente e i villaggi costieri divennero importanti centri urbani, organizzati in maniera simile alle antiche città stato delle coste libanesi. I primi insediamenti sorsero a Karalis, a Olbia, a Nora (nei pressi di Pula), a Bithia, a Sulki nell'isola di Sant'Antioco, a Tharros nella penisola del Sinis, poi a Neapolis presso Guspini, e a Bosa. Contemporaneamente al prosperare in Sardegna di questi centri costieri, dall'altra parte del Mediterraneo, nel continente africano, nell'814 a.C. secondo la tradizione classica, nasceva Cartagine, e sessanta anni più tardi, in quello italiano, nasceva Roma.

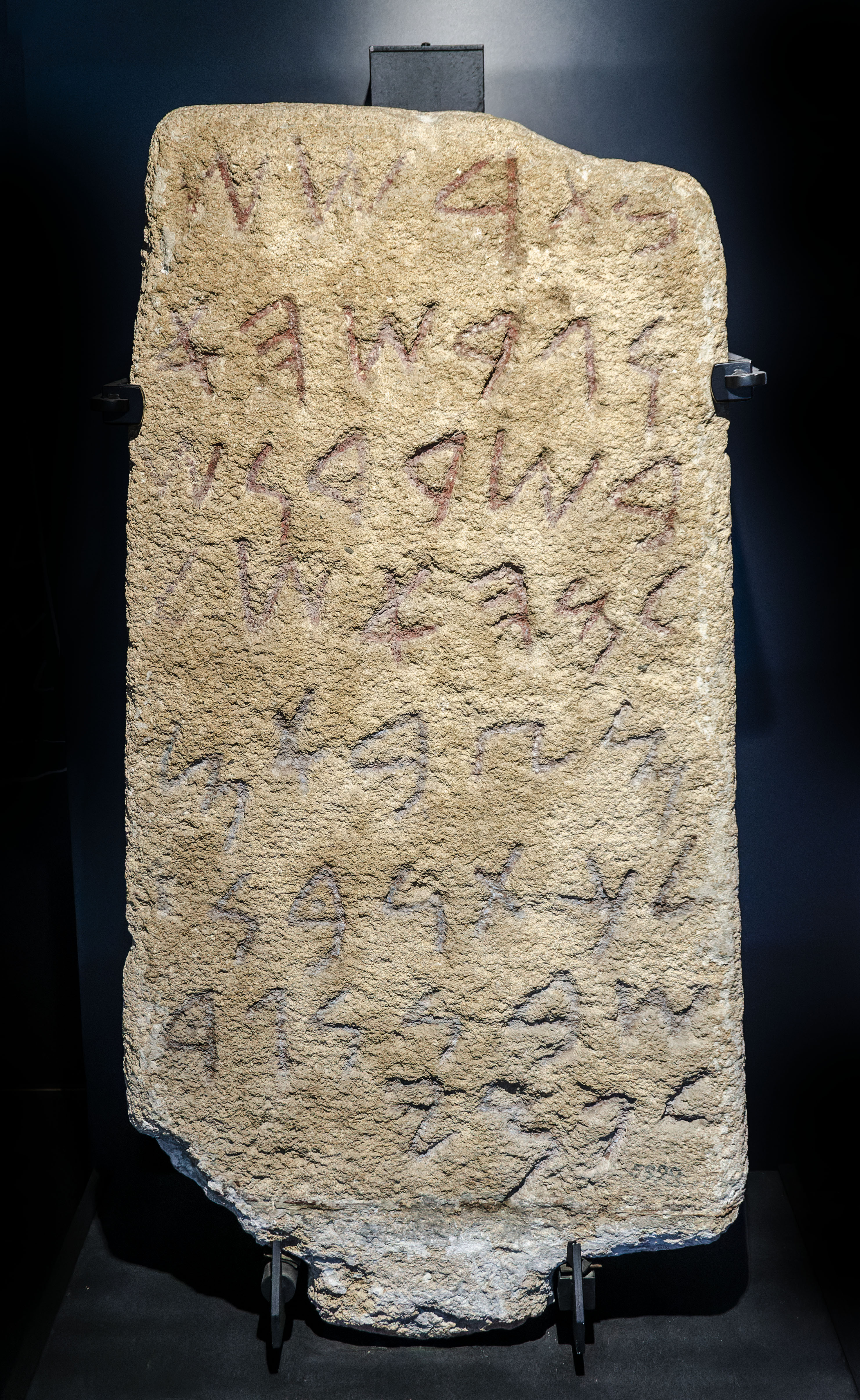
La Stele di Nora.

### Urbanesimo e scrittura
I Fenici introdussero in Sardegna una forma di aggregazione urbana fino ad allora sconosciuta agli autoctoni dei territori interni: la città. I clan nuragici abitavano in cantoni, ossia vasti territori ben definiti e controllati tramite torri nuragiche situate in punti strategici. Furono abilissimi nel progettare e costruire complessi agglomerati difensivi, a ridosso dei quali, al di fuori delle mura, si situavano i villaggi, pronti ad essere evacuati in caso di attacco. Così come i Nuragici divisero l'isola in cantoni, così gli oramai Sardo-Fenici organizzarono i villaggi costieri in città ben organizzate.
Una stele sepolcrale datata al IX secolo a.C. rinvenuta a Nora e conservata nel Museo archeologico nazionale di Cagliari e secondo molti ricercatori tale stele costituisce anche la prima testimonianza attestante il nome scritto usato per denominare la Sardegna. Sulla stele compare infatti il toponimo SRDN, senza vocali come consuetudine nelle antiche lingue semitiche.

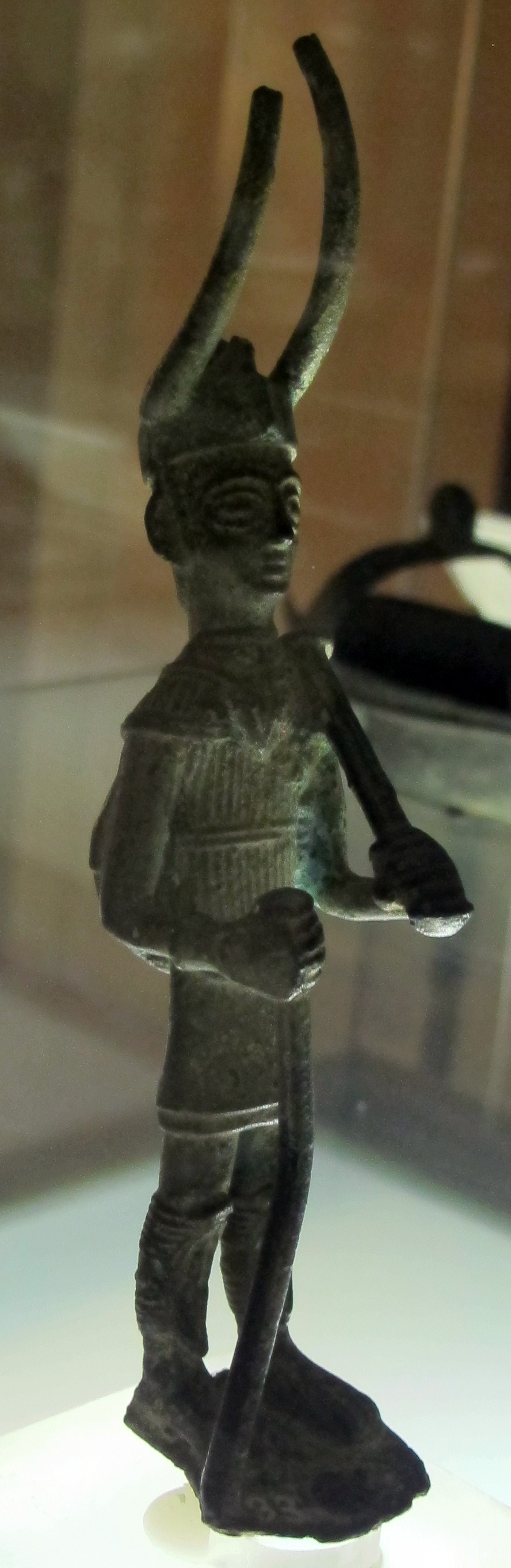
Bronzetto nuragico di guerriero con elmo cornuto

### L'epoca d'oro dei Sardi nuragici
Secondo gli archeologi il periodo che va dal 900 a.C. al 500 a.C. corrisponde all'epoca d'oro della civiltà nuragica. L'artigianato produsse ceramiche raffinate e strumenti sempre più elaborati, mentre aumentò la qualità delle armi. Con il prosperare dei commerci i prodotti della metallurgia e i manufatti sardi raggiunsero ogni angolo del Mediterraneo, dalle coste siro-palestinesi a quelle spagnole e atlantiche. Intorno ai nuraghi, sempre più complessi ed elaborati, le capanne nei villaggi aumentarono di numero e ci fu generalmente un ampio incremento demografico. Ma la vera conquista in quel periodo, secondo l'archeologo G. Lilliu, non fu tanto l'accuratezza nella cultura materiale, bensì l'organizzazione politica che ruotava intorno al parlamento del villaggio, nel quale un'assemblea composta dai capi e dalle persone più influenti si riuniva per discutere sulle questioni più importanti e sulla giustizia. Secondo l'illustre studioso questa forma di governo, benché non originale ed esclusivo della Sardegna, si ritrovò intatto, dopo duemila anni, nello spirito delle coronas giudicali. In epoca recente i ricercatori hanno scoperto, in località Mont'e Prama, non lontano dall'antica città di Tharros (luogo di contatto tra i Sardi nuragici e i nuovi arrivati Fenici), imponenti statue in pietra arenaria, rappresentanti guerrieri armati con archi e altre armi, segno eloquente che la civiltà nuragica si evolveva verso forme sempre più spettacolari ed imponenti.

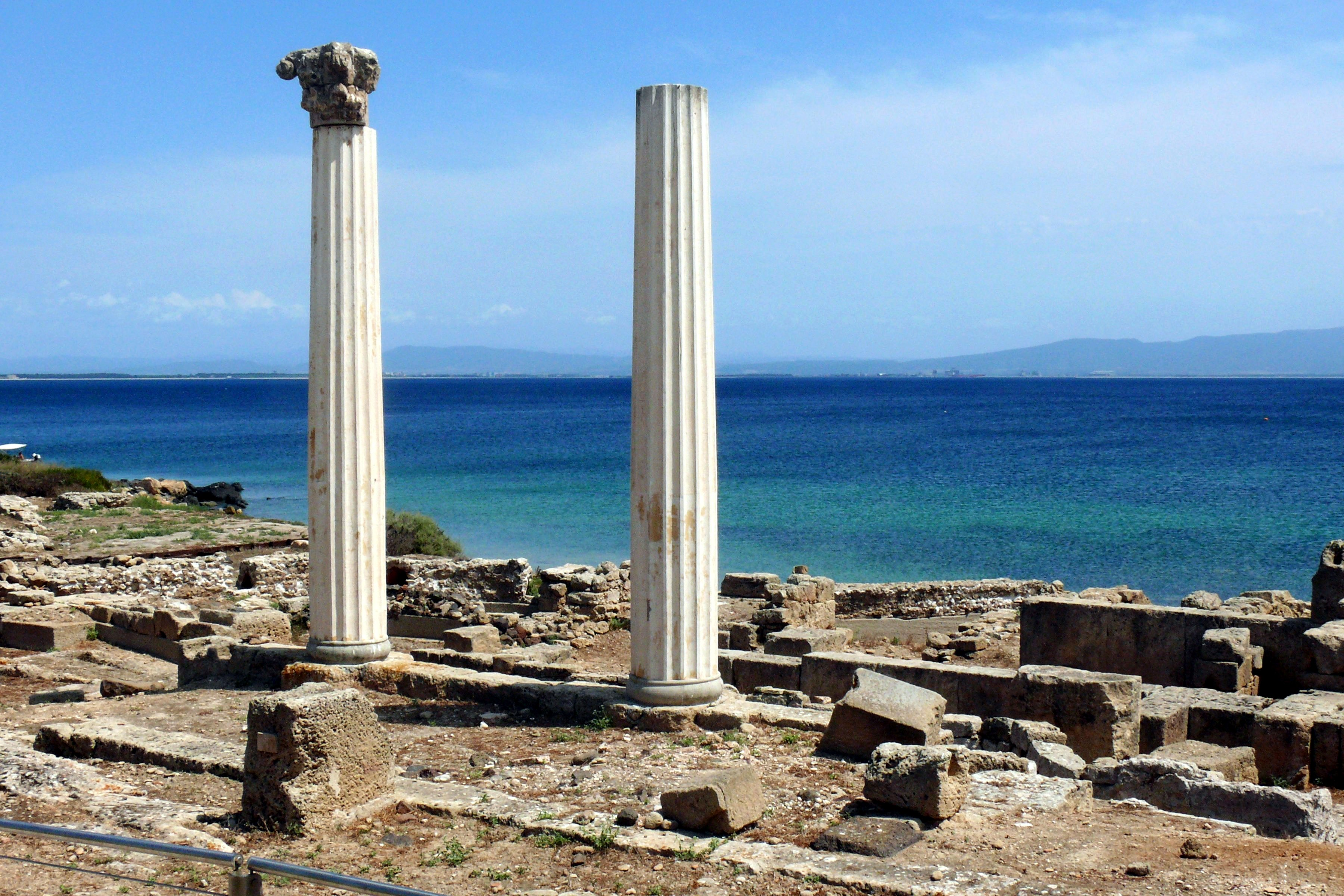
Colonne di restauro fra le rovine di Tharros.

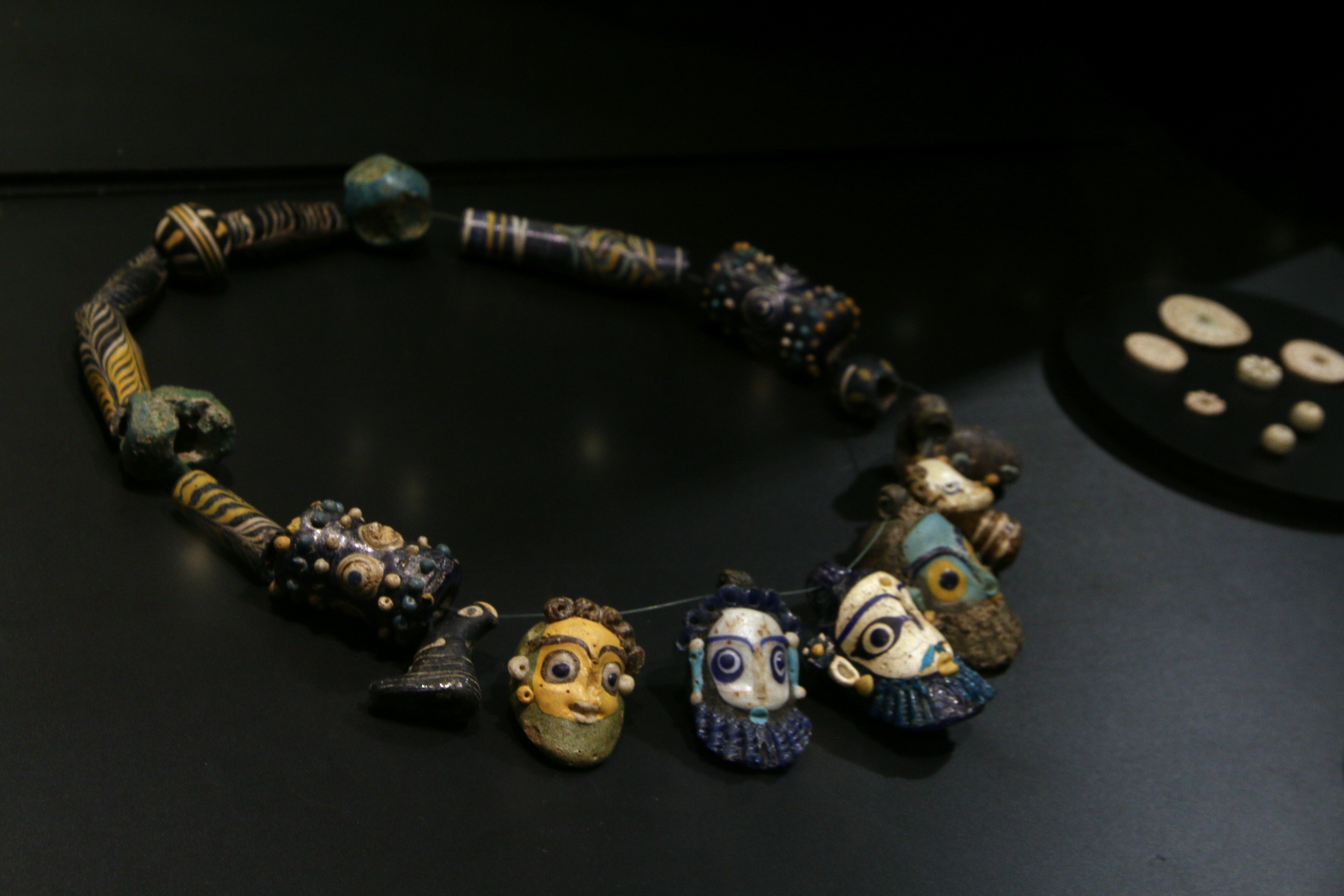
Olbia, collana in pasta vitrea dalla necropoli di Funtana Noa (Museo archeologico nazionale di Cagliari).

### Espansione militare dei Punici

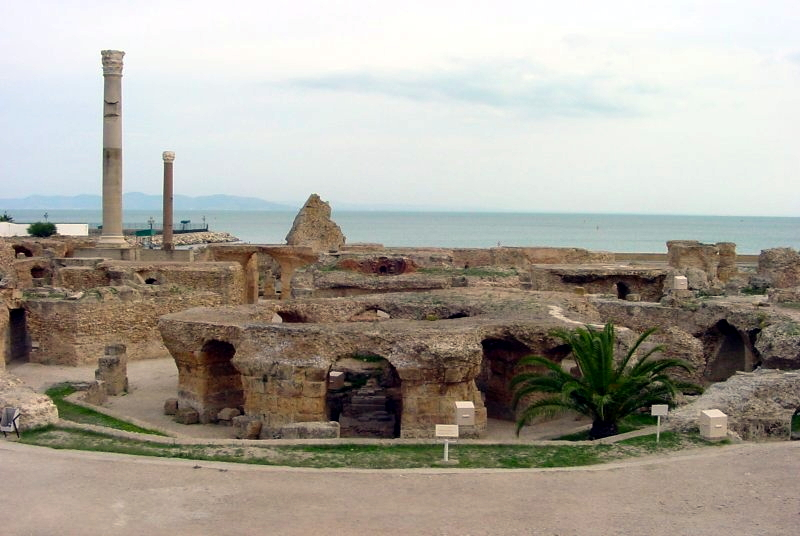
Rovine di Cartagine

Conosciute per loro prosperità, le città stato di Sardegna entrarono nell'orbita di espansione di Cartagine. Alla nascente potenza coloniale punica, proiettata verso la conquista delle rotte mercantili nel Mediterraneo occidentale, interessava non solo il controllo del territorio circostante i centri urbani costieri, ma anche le fertili pianure dell'entroterra, e soprattutto lo sfruttamento esclusivo delle ricche miniere di metalli, dominio fino ad allora delle genti nuragiche dell'interno. Ebbe inizio una lunga guerra che vide i Punici penetrare verso i territori dell'interno. Da Karalis arrivarono fino a Monastir e San Sperate, da Sulki fino al Monte Sirai, da Tharros occuparono il Sinis e si spinsero fino a Narbolia e a San Vero Milis, fondando in queste nuove terre i centri urbani di Othoca e di Cornus. Per alcuni archeologi le città Fenicie della Sardegna si schierarono contro Cartagine. Secondo Piero Bartoloni, Sulki e la cittadina di Monte Sirai ad esempio, fondate dai Fenici e abitate come le altre città fenicie della Sardegna sia da Fenici che da Nuragici, furono distrutte dai Cartaginesi verso la fine del VI secolo a.C..
Al tentativo di colonizzazione seguì l'inevitabile reazione armata dei Sardi nuragici: in breve rioccuparono i territori invasi minacciando la distruzione delle città costiere. La fortezza del Monte Sirai, baluardo avanzato dei Punici, fu ripetutamente attaccata e ripresa. Il tentativo di respingere l'invasione verso l'entroterra segna, verso il VI secolo a.C., l'entrata della Sardegna negli annali della Storia: la letteratura classica infatti ci dà per la prima volta un resoconto preciso e datato su ciò che stava accadendo sull'Isola.
A difesa degli interessi punici, nel 540 a.C. Cartagine inviò in Sardegna un suo esperto generale, già vittorioso in Sicilia contro i Greci e da questi chiamato Malco (ossia il Re). Sbarcato nell'isola con un corpo di spedizione composto dalle élite puniche, con il compito di liberare le città costiere dall'incombente pericolo di annientamento, Malco trovò ad aspettarlo la feroce ed organizzata resistenza dei Sardi nuragici. Travolti da continui attacchi e dalla sanguinosa guerriglia che si sviluppò intorno ai loro movimenti, i Cartaginesi furono costretti a ritirarsi e a reimbarcarsi subendo ingenti perdite. Non furono le fortezze nuragiche però lo strumento di vittoria per i Sardi, ma i Punici furono sconfitti in scontri campali. L'intervento di Cartagine fu descritto dallo storico romano Marco Giuniano Giustino, e sembra che nella madrepatria questa sconfitta fu accolta come un disastro tanto da motivare successivamente ampie riforme civili e militari. Dopo questi avvenimenti, l'esercito fu potenziato e divenne il simbolo e lo strumento della volontà di dominazione cartaginese.
In tale periodo, secondo gli studiosi, vi fu l'introduzione nell'isola di una malattia fino ad allora sconosciuta: la malaria. Si suppone che furono le truppe di Malco a portare in Sardegna le zanzare anofele, terribile flagello per gli isolani sino al 1946-50.
Dopo la vittoriosa battaglia navale del Mare Sardo contro i Greci focesi, i Punici al comando dei due fratelli Asdrubale e Amilcare, figli di Magone, nel 535 a.C. tentarono una nuova campagna militare per la conquista dell'Isola.
Non si sa molto di tale spedizione, ma si suppone che l'avanzata cartaginese fu arrestata nuovamente nei Campidani, prima ancora di raggiungere le propaggini montuose delle zone interne. La resistenza dei Sardi fu nuovamente accanita e la guerriglia assai feroce. Di sicuro, venticinque anni dopo, nel 510 a.C., si combatteva ancora, ed in quell'anno i Punici persero in battaglia il generale Asdrubale. Gli sforzi tuttavia portarono a dei risultati se si pensa che nel 509 a.C. si poté stipulare il trattato con Roma che riconobbe a Cartagine il possesso della Sardegna.
Ma la convivenza armata tra i due popoli fu assai difficile e ripetutamente scoppiavano rivolte e ribellioni nelle comunità sardo-nuragiche dei territori occupati, costrette a pagare forti tasse e a sottostare a pesanti imposizioni come il divieto di coltivare in proprio la terra. I Nuragici persero il controllo dei centri minerari dell'Iglesiente dove i Punici assunsero il controllo diretto delle miniere, sfruttando la manodopera indigena per l'estrazione dei minerali. Nel 368 a.C., nonostante quasi un secolo di presenza cartaginese, scoppiò l'ennesima ribellione. Per la durata di diversi decenni, i Sardi nuragici costrinsero gli eserciti cartaginesi a vere e proprie campagne militari per sedare le rivolte.

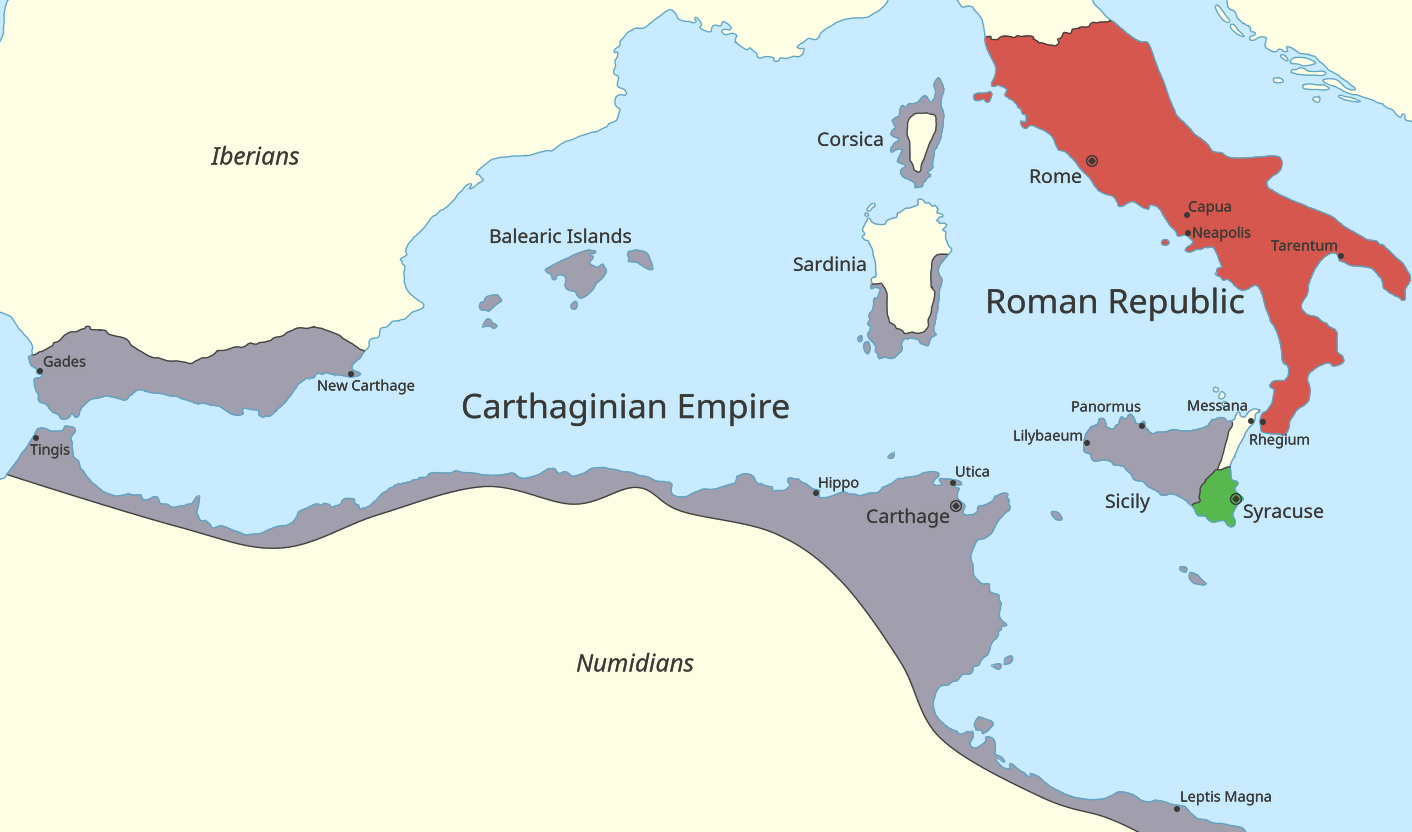
I territori sardi sotto controllo cartaginese alla prima guerra punica

Aiutata dalla sua potente flotta, Cartagine riuscì però a controllare tutti i porti e impedì alle popolazioni nuragiche della parte settentrionale e orientale della Sardegna ogni commercio con l'esterno, assediando l'isola con un vero e proprio blocco navale. Il trattato del 348 tra Roma e Cartagine dimostra che i Punici raggiunsero un relativo controllo sulla Sardegna attuando un'accentuata occupazione territoriale nei Campidani, nel Sinis, in Trexenta, Marmilla e nel Sulcis-Iglesiente. Si costruirono opere di difesa a Nora, Monte Sirai, Kalari, Tharros e Bithia.

### Il limes

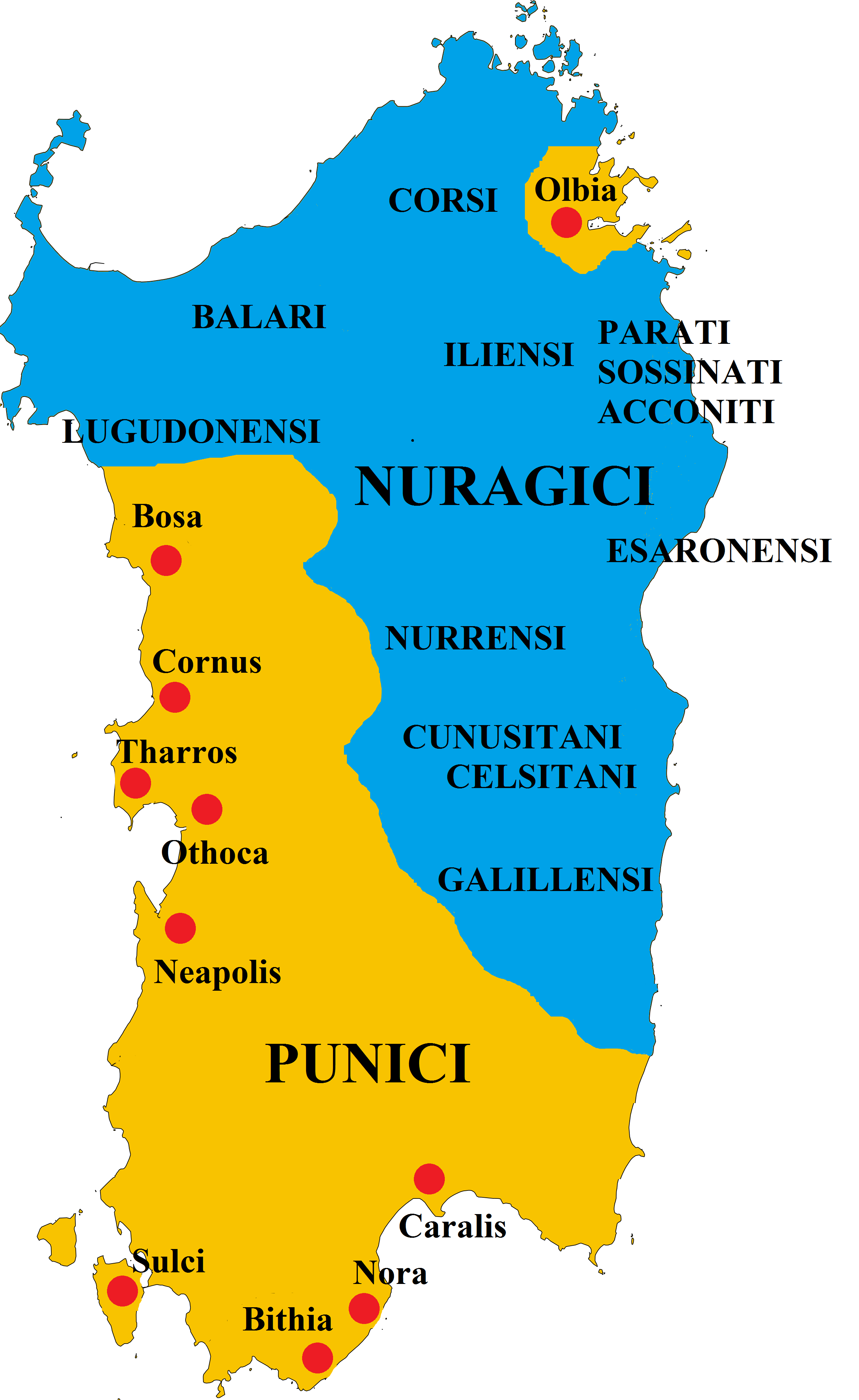
Il limes tra popolazioni nuragiche e territori controllati dai Punici

Si ritiene la durata della presenza punica in circa 271 anni, fino all'invasione romana nel 238 a.C. Durante questo periodo, alle continue guerre seguì una fase di assestamento, determinato dall'arresto della penetrazione cartaginese alle falde dei massicci montani della Barbagia e della dorsale del Goceano.
Per difendersi dagli indigeni, venne tracciato un limes che andava da Padria a Macomer, Bonorva, Bolotana, Sedilo, Neoneli, Fordongianus, Samugheo, Asuni, Genoni, Isili, Orroli, Goni, Ballao fino alla foce del Flumendosa.
Monete cartaginesi rinvenute all'interno dei territori liberi, fanno intuire che nonostante il limes, tra i due popoli sussistevano interscambi commerciali. Vennero rinforzati i centri che sorgevano in prossimità della zona di confine e vennero fondati nuovi insediamenti nelle zone interne. A nord acquistò grande importanza Alghero, venne fondata Olbia nella parte nord orientale dell'Isola e vennero costruiti i centri fortificati di Dorgali, Tertenia, Colostrai e Villaputzu, sempre sulla costa orientale.

### Il periodo nuragico finale
La potente flotta cartaginese, controllando tutti i porti della parte sud occidentale e operando un completo blocco commerciale su tutti i porti e gli approdi della parte settentrionale, colpirono il libero commercio dei cantoni indipendenti della zona nuragica libera.
Privati delle terre più fertili, dei centri minerari più importanti, privati dei contatti commerciali con l'esterno, la civiltà nuragica entrò inesorabilmente in un periodo di forte decadenza, ossia la fase quinta (V°) ed ultima della sua storia. Tale periodo è chiamato Nuragico finale e coprì un periodo di tempo che andava dal V secolo a.C. al II secolo a.C.. 

## Società

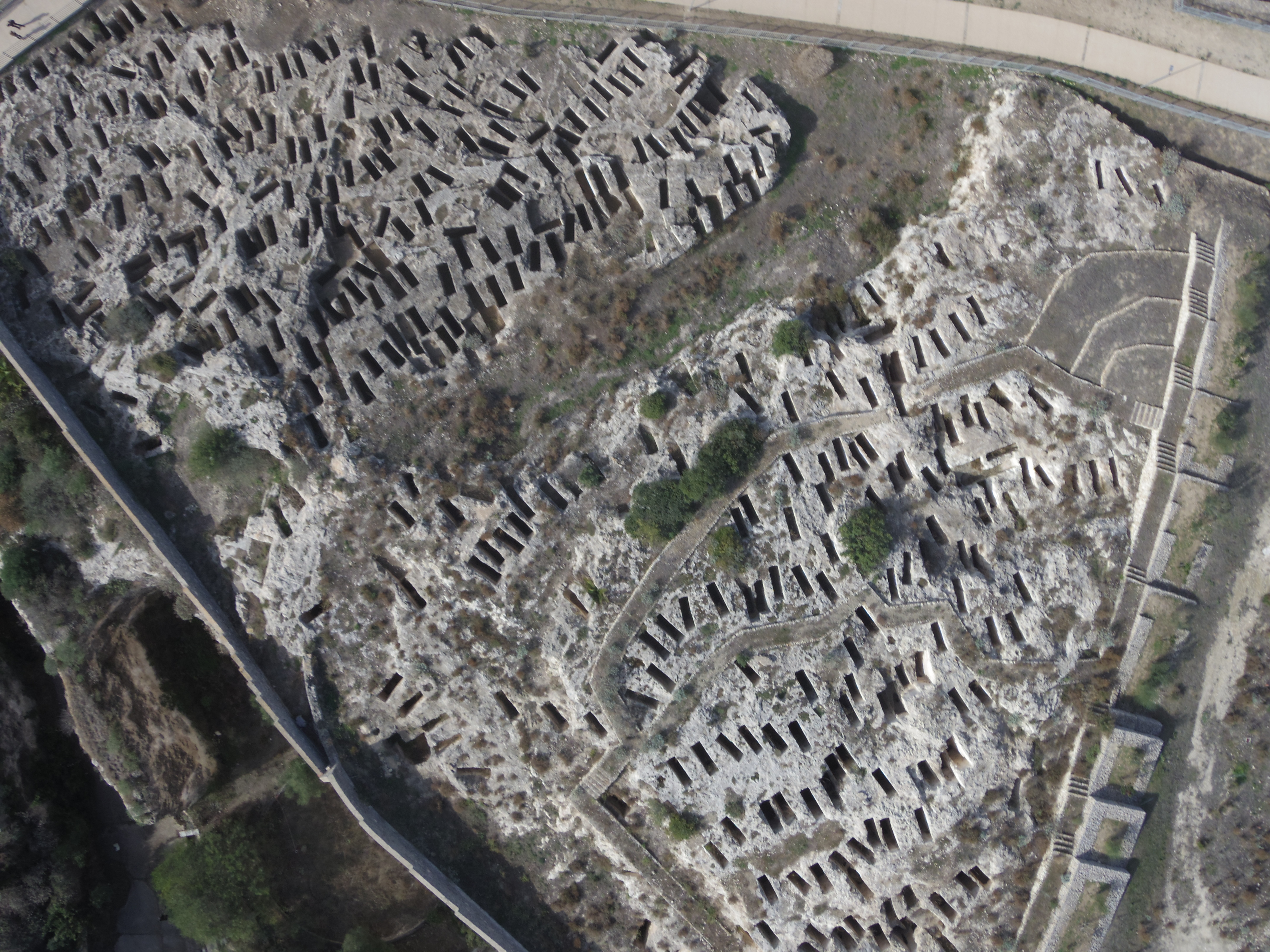
Necropoli di Tuvixeddu, Cagliari

### Le città stato

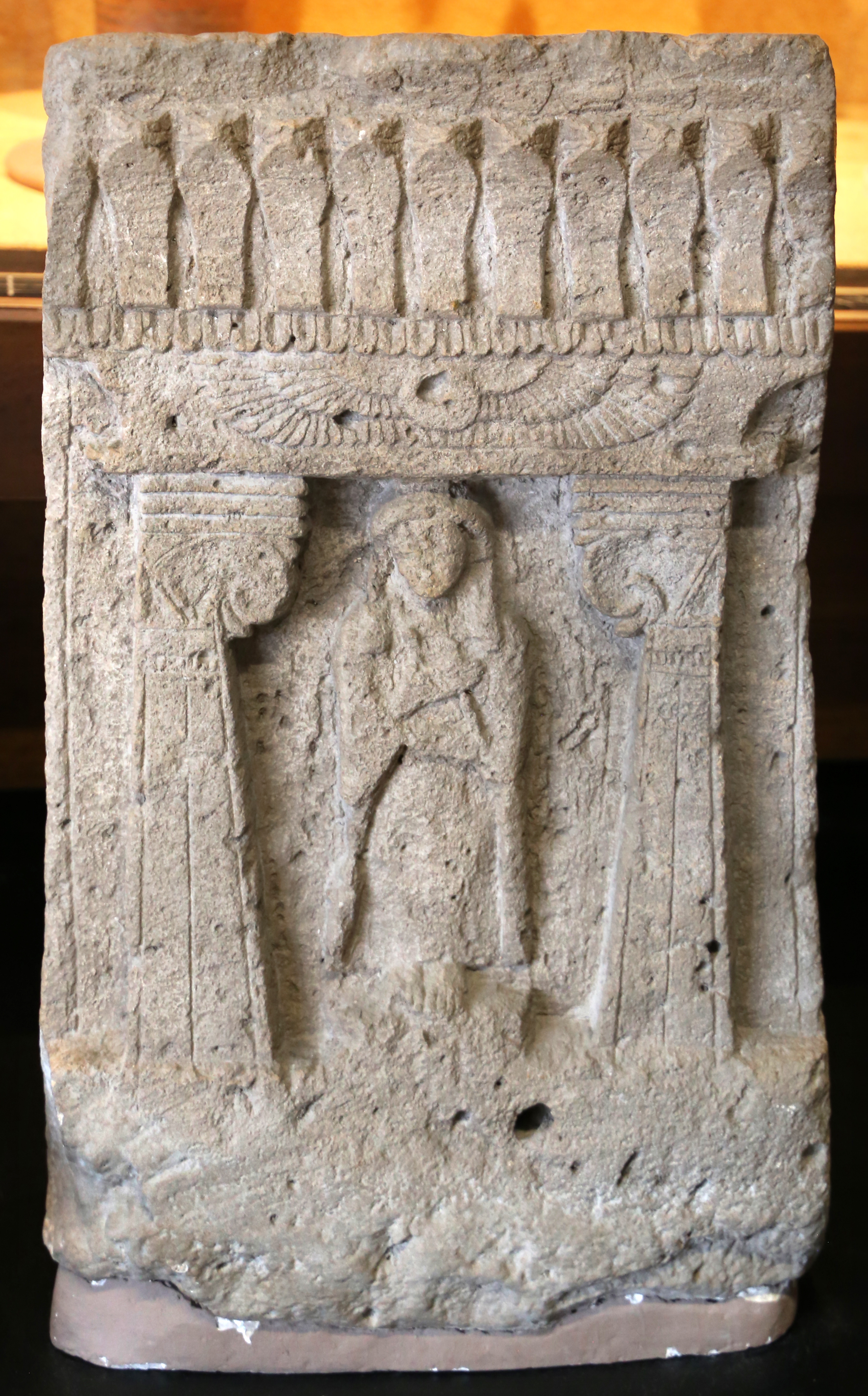
Stele di tophet, con tempio egittizzate e figura femminile, V secolo a.C. da Sulki

Se i Fenici urbanizzarono gli approdi lungo le coste, la documentazione storica si fa però più ricca e dettagliata a partire dal VI e V secolo a.C. ossia durante il periodo cartaginese. I Punici importarono nei territori controllati un'organizzazione politica e sociale del tutto analoga a quella di Cartagine. Se le prime città fenicie divennero autonome rispetto alle città-madri che si trovavano nel lontano Libano, trasformandosi loro stesse in città-stato, con proprie autonomie e propri territori e culture, con l'arrivo dei cartaginesi si ridussero ad una semplice estensione oltremarina della potente città-stato, perdendo la loro primitiva identità ed autonomia. Le città restarono autonome nel controllo del territorio e nell'amministrazione civica, ma non nelle decisioni internazionali. Divennero sempre più popolate e si specializzarono ulteriormente a seconda dei bisogni della nuova madre patria:
- Karalis era importante per i suoi rapporti con l'interno perché vi confluivano i minerali dell'isola.
- Sulki aveva solo rapporti con l'interno.
- Tharros era importante per il controllo del Sinis e per il traffico con l'Iberia non punica e con la Gallia, con l'Etruria e con le città greche della Sicilia e della Magna Grecia. Tharros poi aveva l'esclusiva produzione degli scarabei di pietra dura che esportava in tutti i paesi, compresa Cartagine.
- A Nora aveva la sua sede il governatore militare.
- Macopsisa, città di frontiera, era nata per tenere sotto controllo i territori della Campeda e del Marghine, interessati dal limes con i territori dei cantoni nuragici.

- Neapolis
- Bithia
- Othoca
- Cornus
- Olbia

### La federazione sardo-punica
Nei territori invasi, ossia nell'anima semita della Sardegna, si sviluppò a questo punto una cultura mista, formata dall'insieme di elementi culturali di entrambi i popoli. A tal proposito, l'archeologo Gennaro Pesce scrive: 
(Gennaro Pesce, La vita quotidiana durante il periodo punico in La società in Sardegna nei secoli, pag. 52)
A partire dal V secolo a.C., anche i Sardi vennero ingaggiati come mercenari e combatterono per Cartagine nei territori d'oltremare, mercenari Sardi al servizio dei Cartaginesi erano presenti in Sicilia durante la battaglia di Imera del 480 a.C.. Il loro armamentario era sicuramente quello tradizionale ossia lo scudo rotondo, l'elmo cornuto, la spada lunga e la daga a foglia, il grande arco, il pugnale, ma gli studiosi non escludono che utilizzassero armi di tipo orientale, e di certo, già dal III secolo a.C. l'inserimento dei Sardi nell'esercito cartaginese era giunto ad uno stadio così avanzato che gli stessi indigeni delle montagne (i Sardi pelliti) combattevano per gli interessi sardo-cartaginesi contro Roma non più da semplici mercenari, bensì da alleati a tutti gli effetti. Si creò nel tempo la situazione che nei territori sud occidentali la componente sardo-punica formava l'élite negli eserciti mercenari, questi poi erano affiancati dalle truppe alleate dei Sardi pelliti abitanti i territori nuragici liberi.

### La civiltà sardo-punica

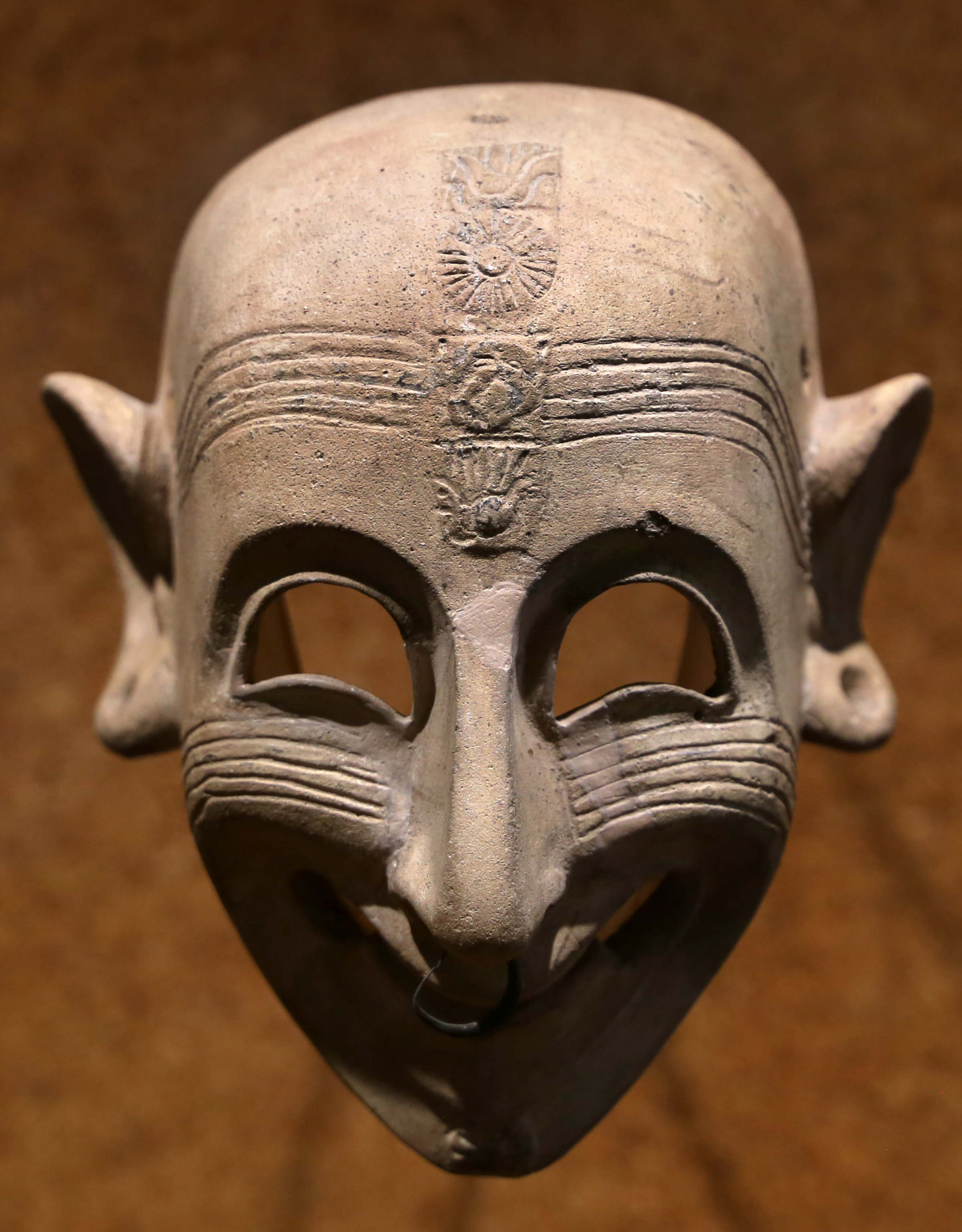
Maschera punica da San Sperate

Le componenti della società sarda durante la presenza punica nell'isola, secondo lo storico Gennaro Pesce, furono generalmente tre: quella semitica delle città fenicie-cartaginesi, quella mediterranea rappresentata dagli indigeni nuragici, e quella libica composta dalle truppe mercenarie e dalle tribù africane deportate dai Punici per i lavori nei campi e a tal proposito scrive: 
(G.Pesce, La vita quotidiana durante il periodo punico. La società in Sardegna nei secoli. Pag. 56))
Come a Cartagine, anche nelle città sardo-puniche esisteva un'aristocrazia orgogliosa dei propri antenati che venivano menzionati nelle epigrafi funerarie. Illustre rappresentante di tale classe dominante fu senza dubbio Ampsicora che, dopo la disfatta romana di Canne, condusse la lotta dei Sardo-punici contro i Romani. Dell'aristocrazia facevano parte i comandanti militari e i sacerdoti, mentre la truppa era composta principalmente da soldati mercenari stranieri. Una classe molto numerosa era quella dei servi. Tra questi, alcuni potevano formarsi una famiglia e possedere denaro per poi potersi affrancare. Questi erano utilizzati dai padroni per la sorveglianza di altri servi che invece non godevano di nessuna protezione legale.
L'eredità di Cartagine, divenuta sostrato, rimase patrimonio del popolo sardo abitante la vasta pianura campidanese e i territori marini sud occidentali. La vitalità di quegli antichissimi germi culturali non venne meno, neanche durante la dominazione romana. Mescolati con la cultura indigena, vennero tramandati di generazione in generazione come parte di antichissima tradizione sarda vera e propria.

## Economia

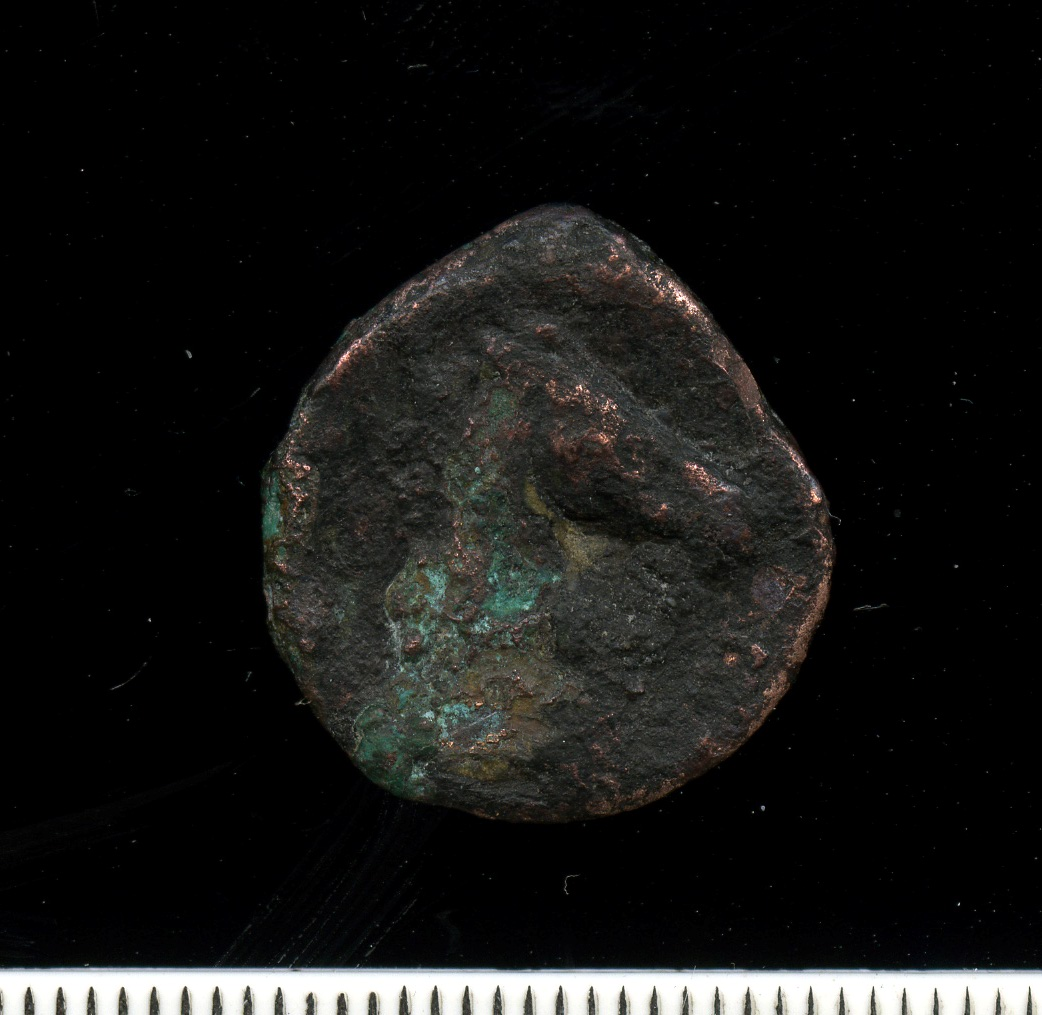
Moneta punica con Tanit e testa di cavallo, rinvenuta in Sardegna

Mentre in Africa esisteva la piccola proprietà, in Sardegna furono favoriti i medi e grandi proprietari terrieri. Nelle vaste e fertili pianure che da Othoca si estendevano sino a Kalari, furono favorite le colture intensive di grano. Secondo gli studiosi, questi territori rendevano a Cartagine non meno di 125.000 ettolitri di cereali ogni anno.
In quel periodo fu introdotto in Sardegna il cavallo e, accanto alla cerealicoltura, alla piantagione del lino, della palma, dell'ulivo, degli alberi da frutto e degli ortaggi, si intensificò l'allevamento del bestiame bovino e ovino, lo sfruttamento delle miniere di piombo argentifero e di ferro, l'utilizzazione delle risorse marine mediante la pesca del tonno, delle sardine, del corallo e l'estrazione del sale. A tal proposito, significative sono le tracce di saline e di antiche peschiere scoperte presso i centri costieri di Bithia e presso Porto Pino, come molto indicative sono anche le lucerne puniche ritrovate dentro antiche miniere sulcitane. L'artigianato produsse rasoi votivi di bronzo, maschere ghignanti di terracotta, teste femminili e tutto un vasto repertorio di stele votive.

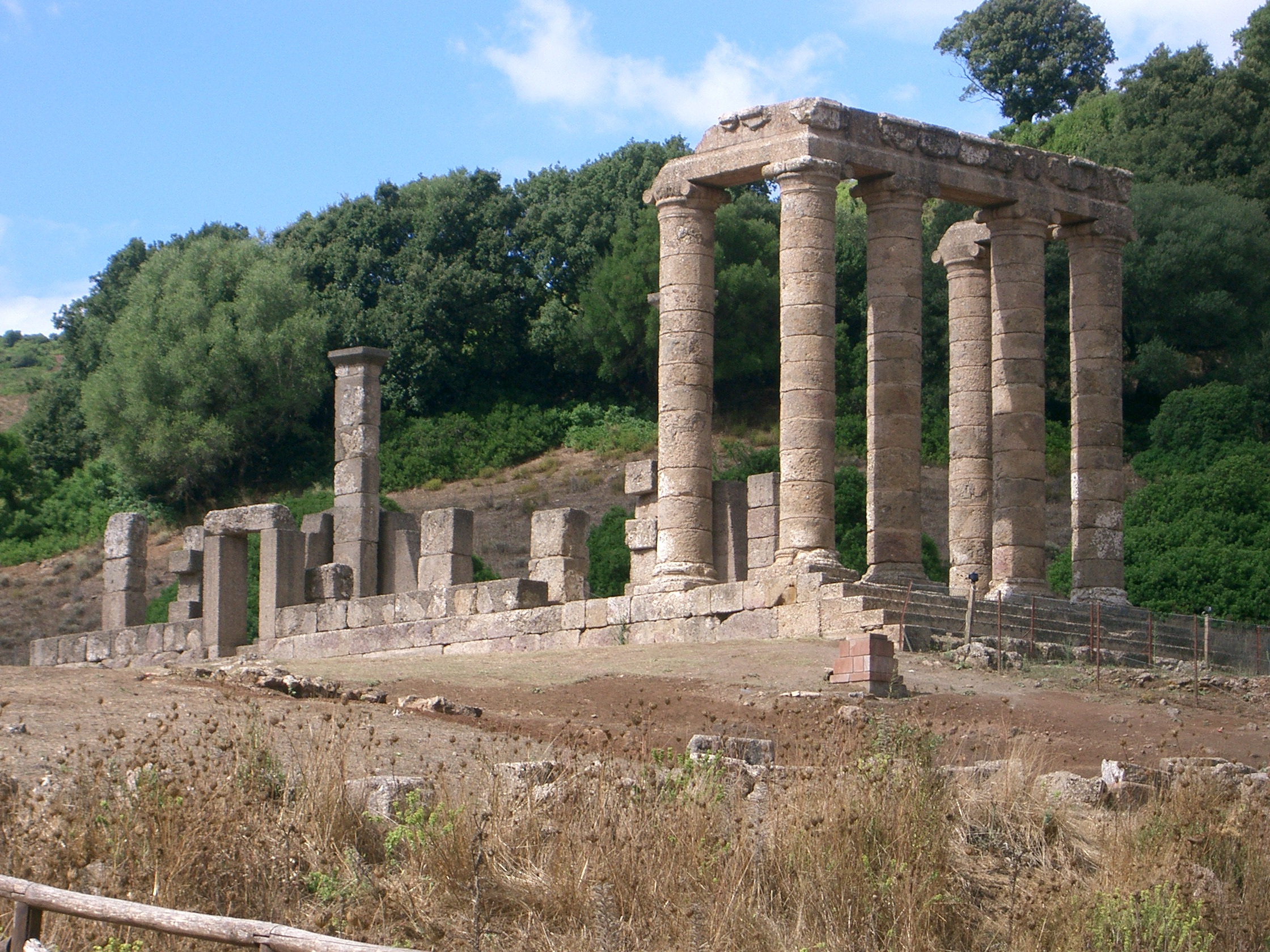
Fluminimaggiore (SU). Il Tempio di Antas.

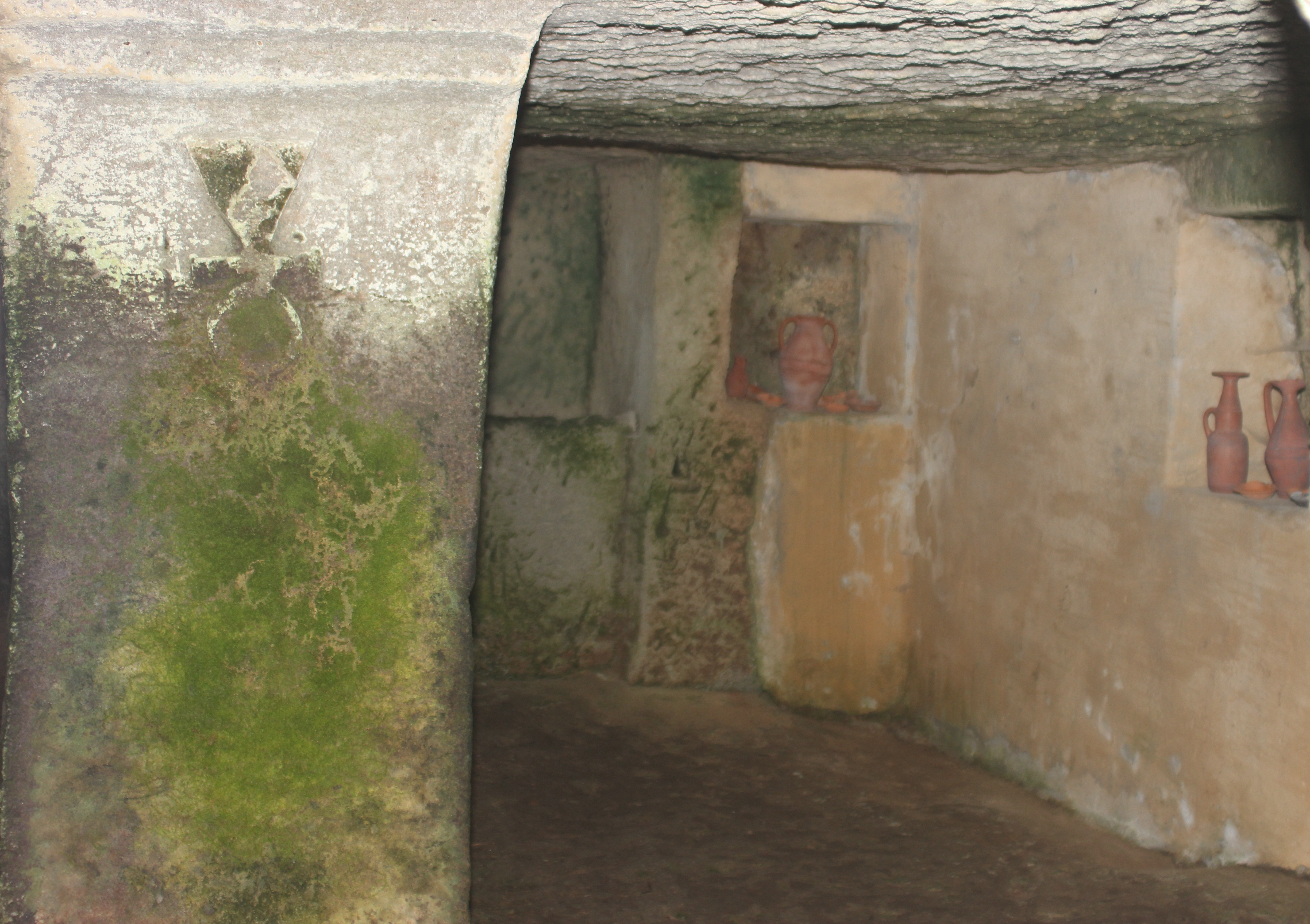
Tomba di monte Sirai con rilievo della dea Tanit

## Religione
L'élite locale si integrò con quella cartaginese anche dal punto di vista religioso. Se dal punto di vista militare l'inserimento negli eserciti punici non fu mai totale, molto più profonda fu la fusione culturale che si evidenziava significativamente nelle manifestazioni religiose. Gli storici sono concordi nell'affermare che i Punici stessi assimilarono ai propri culti quelli incontestabilmente indigeni, come quello del Sardus Pater e quello della Grande Madre analoga alla loro Astarte.

Altri dei venerati erano: Sid Addir ad Antas; Baal, Amon e Tanit nei tofet; Astarte a Cagliari; Melqart a Tharros; Eshmun a Cagliari e a San Nicolò Gerrei. Nei santuari di Villanovaforru, Sanluri, Santa Margherita di Pula è documentato il culto per Demetra e Kore accettato a Cartagine nel 394 a.C. Lo storico Ferruccio Barreca, a tal proposito scrive: 
(F. Barreca, La società in Sardegna nei secoli, pag 52)

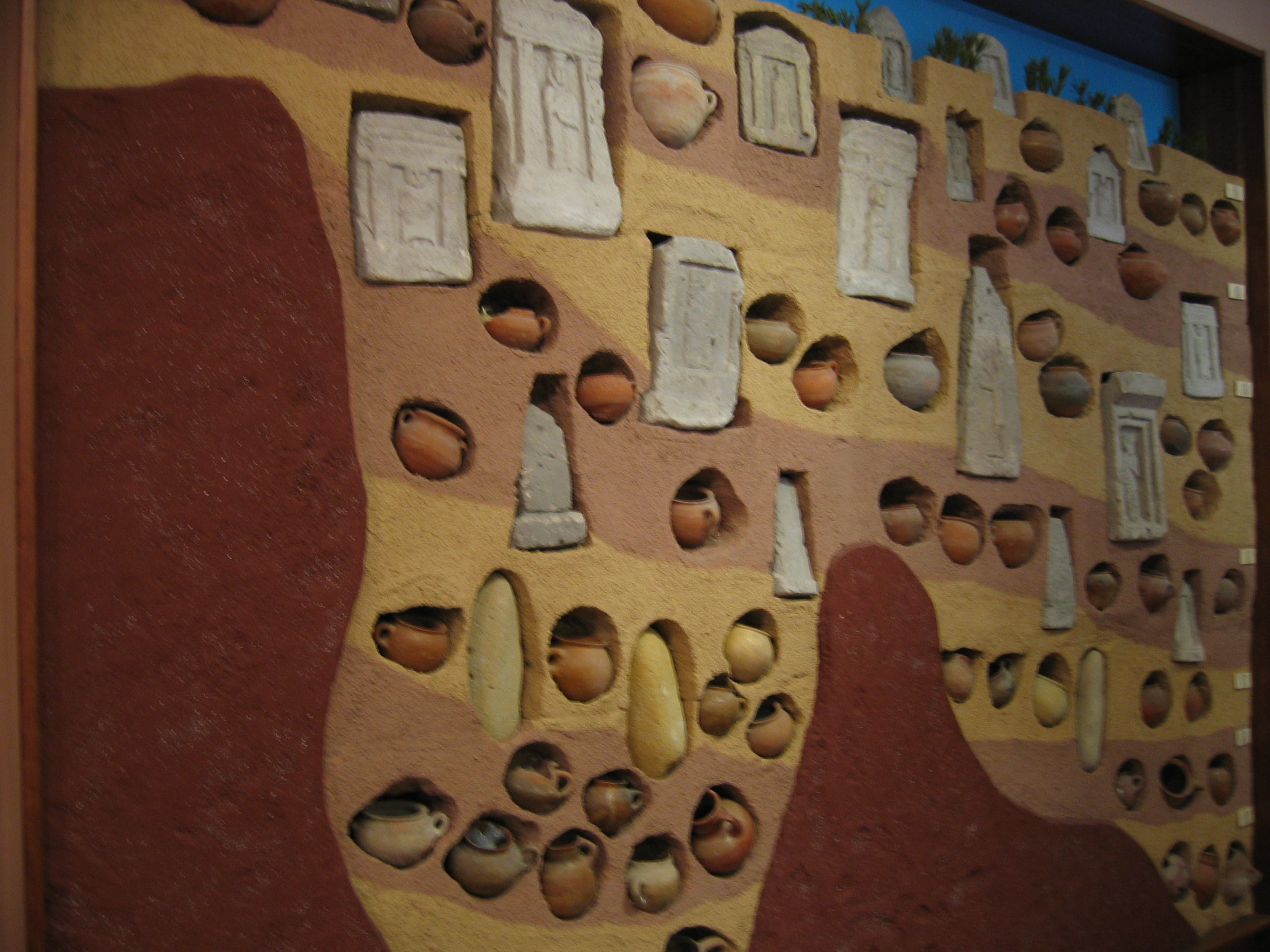
Museo archeologico comunale Ferruccio Barreca, Sant'Antioco, ricostruzione stratigrafica del tofet.

### I tophet
Secondo i Fenici, la vita terrena si prolungava all'interno della tomba, dalla quale il defunto non tentava di uscire purché gli fosse stato assicurato lo stretto necessario, cioè cibi e bevande e protezione divina contro i demoni. Generalmente si praticava l'incinerazione ma successivamente a questo rito in epoca punica si associò quello dell'inumazione. Ma uno dei tratti più sorprendenti della religione fu quello caratterizzato dai sacrifici di bambini - i cui corpi venivano poi bruciati - offerti inizialmente al dio Baal e successivamente alla dea Tanit. Questi riti venivano chiamati Molk (Moloch secondo la Bibbia). Gli altari destinati a celebrarli erano edificati generalmente al di fuori della cinta muraria delle città, in posti chiamati tophet. Nel 1889, a Nora, vennero scoperti i primi tophet ed in quel posto, come nei numerosi altri identificati successivamente, gli archeologi trovarono migliaia di urne d'argilla riempite di cenere e resti umani, nonché centinaia stele votive il cui scopo - probabilmente - era quello di prolungare nel tempo l'efficacia dei riti.

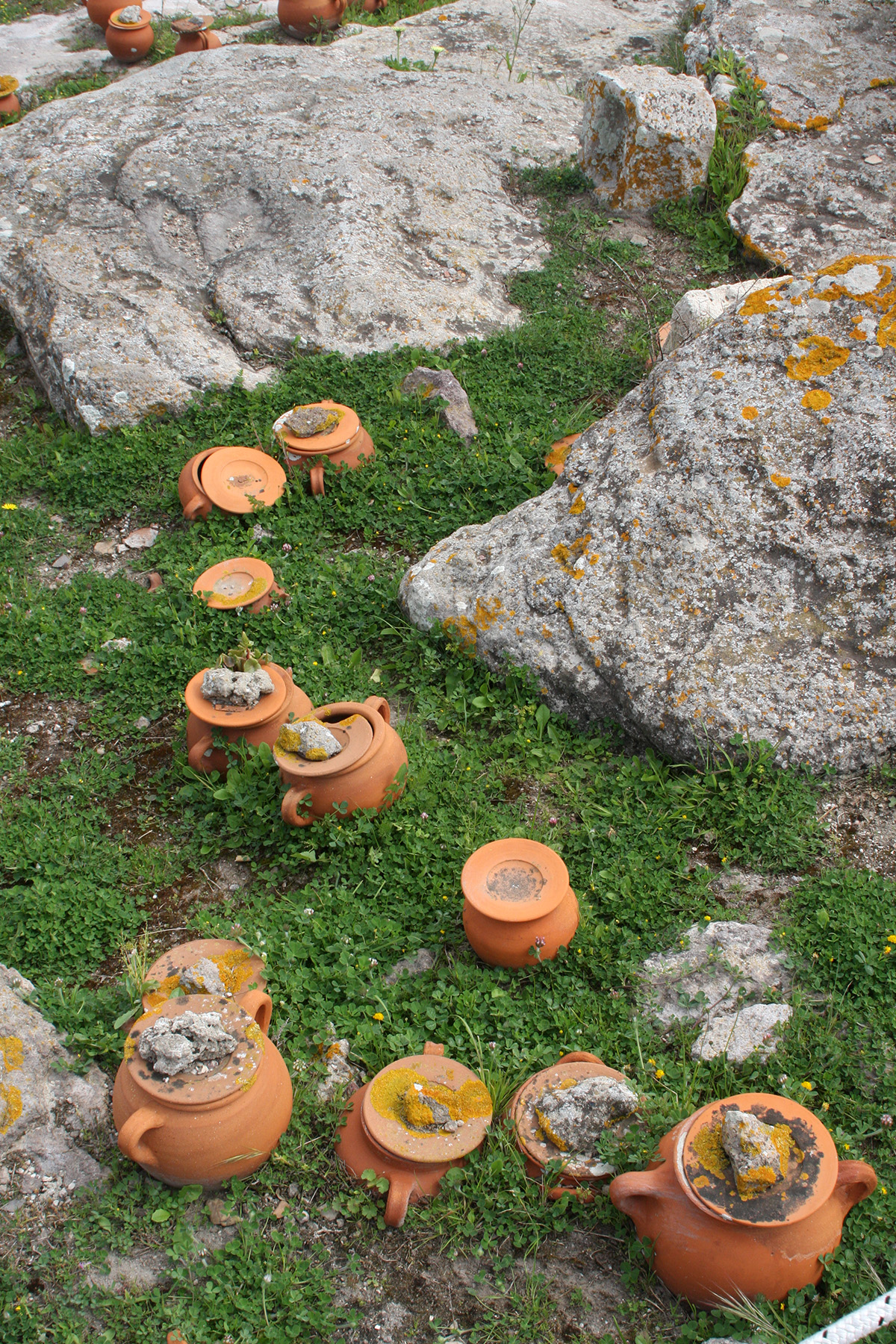
Tophet di Sulki

Uno di questi siti, quello di Sulki nell'isola di Sant'Antioco, ci è pervenuto pressoché intatto tanto che ancora oggi è possibile farsi un'idea abbastanza precisa di come esattamente si svolgevano le cerimonie. Gli archeologi si sono sempre chiesti se le immancabili reazioni di orrore suscitate sin dai tempi antichi dalla scoperta delle ceneri dei bambini, fosse realmente giustificata. In effetti, molte delle urne analizzate, non contenevano ceneri umane, ma semplicemente resti di animali come agnelli e capretti - si pensa – usati in sostituzione degli umani. Alcuni archeologi, come F. Barreca, hanno affermato che 
(F. Barreca, La società in Sardegna nei secoli, pag. 40)

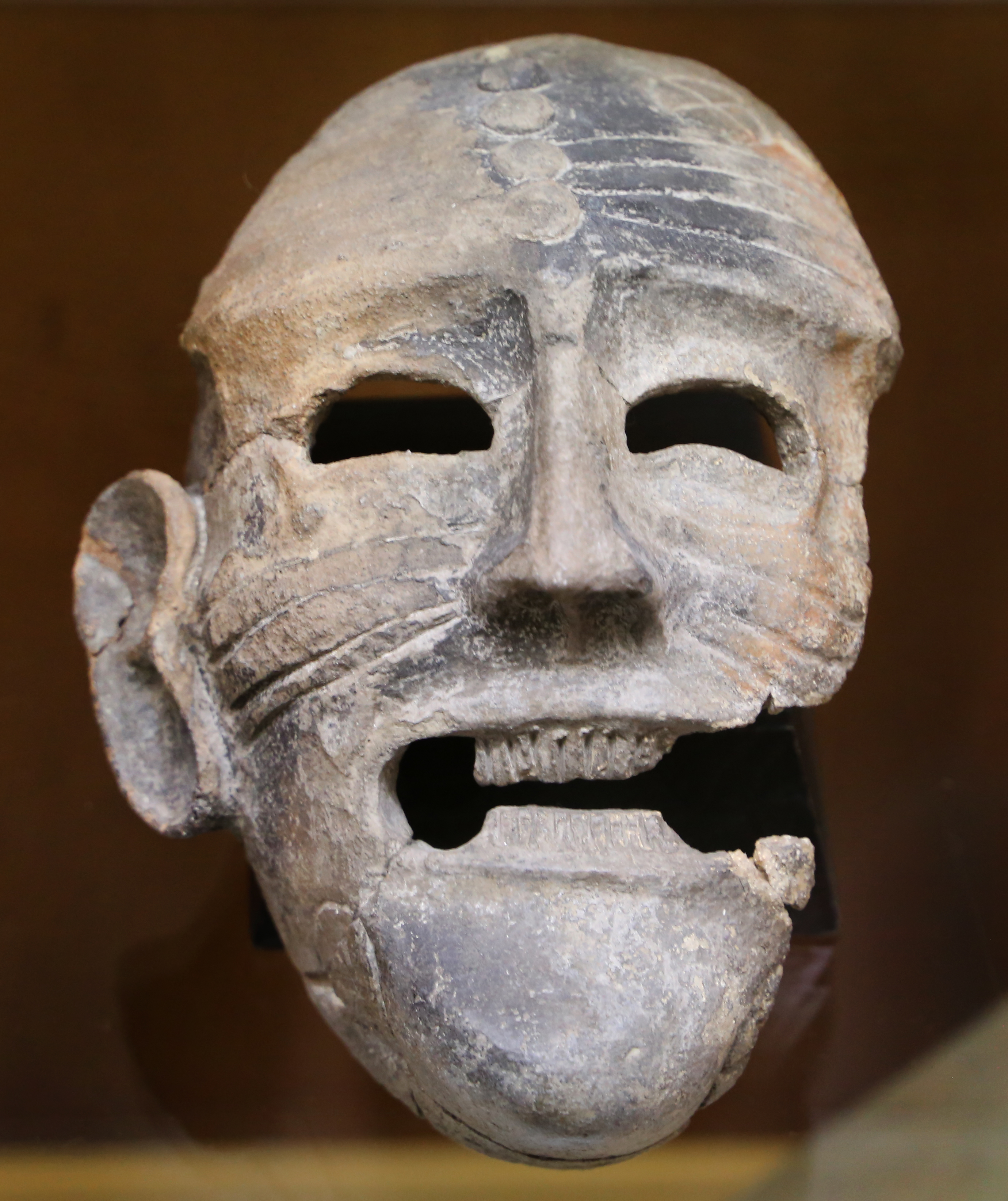
Maschera apotropaica dalla necropoli di Tharros

## Archeogenetica
Uno studio del 2025 di Ringbauer, H., Salman-Minkov, A., Regev, D. et al., pubblicato su Nature, ha analizzato il DNA antico di diversi individui di età fenicio-punica rinvenuti in diversi siti del Mediterraneo centrale e occidentale, tra cui Tharros (oltreché Monte Sirai e Villamar, studiati in precedenza). 
Lo studio ha svelato che si trattava di individui con un genoma piuttosto eterogeneo, mostranti una maggiore affinità con le popolazioni della Sicilia e dell'Egeo rispetto al Nord Africa e al Levante.